# 喻懷恭
喻懷恭，雲南省南寧縣（今屬曲靖市）人，清朝政治人物。進士出身。

## 生平
喻懷恭為道光二十七年（1847年）張之萬榜二甲進士，道光二十八年（1848年）署任湖北宜昌府鶴峰州知州。咸豐二年（1852年）因諱匿強姦等案，被湖北巡撫龔裕奏報朝廷，遭撤職並交刑部議處。